# Landbouwafval
Landbouwafval zijn plantaardige reststromen uit de landbouw. Deze reststromen komen voort uit akkerbouw en tuinbouw. Landbouwafval zijn alle delen van gewassen die niet voor menselijke of dierlijke voeding gebruikt worden. Het gaat dan voornamelijk om stengels en bladeren. Volgens schattingen bestaat gemiddeld 80% van de plant van dergelijke gewassen uit landbouwafval.
De vier meest verbouwde landbouwgewassen wereldwijd zijn suikerriet, maïs, graan en rijst. Het totaalgewicht van al deze gewassen is meer dan 16.500 miljard kilo per jaar. 80% hiervan bestaat uit landbouwafval. Zo’n 700 miljoen ton van het landbouwafval wordt jaarlijks door de EU geproduceerd.

## Geschiedenis
Landbouwafval bestaat al sinds mensen begonnen met het verbouwen van gewassen, meer dan tienduizend jaar geleden. Rond dezelfde tijd dat mensen begonnen met het verbouwen van gewassen, werd landbouwafval niet alleen verbrand of achtergelaten. Het werd hergebruikt. Zo is er landbouwafval van zo’n twaalfduizend jaar oud gevonden in Schotland, dat gebruikt werd als compost om het landbouwresultaat te verbeteren. Van geschreven bronnen is bekend dat ook in Mesopotamië, Griekenland, Rome en China landbouwafval veelvuldig werd hergebruikt.
In Nederland werd strokarton gemaakt van landbouwafval. Van het overgebleven stro werd tussen 1870 en 1970 karton geproduceerd in de provincies Friesland en Groningen, en tevens in aangrenzende Duitse provincies.

## Landbouwafval hergebruiken

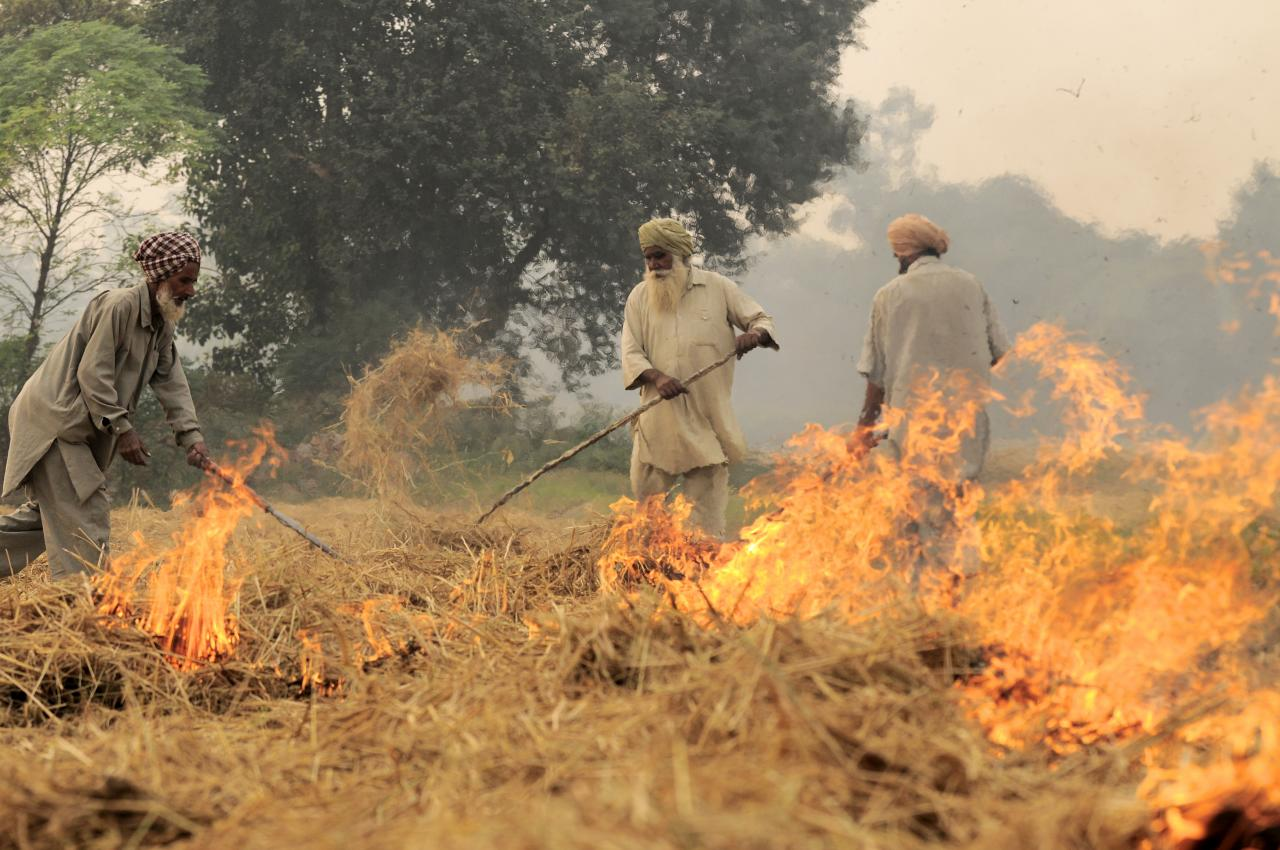
Verbranding van oogstafval

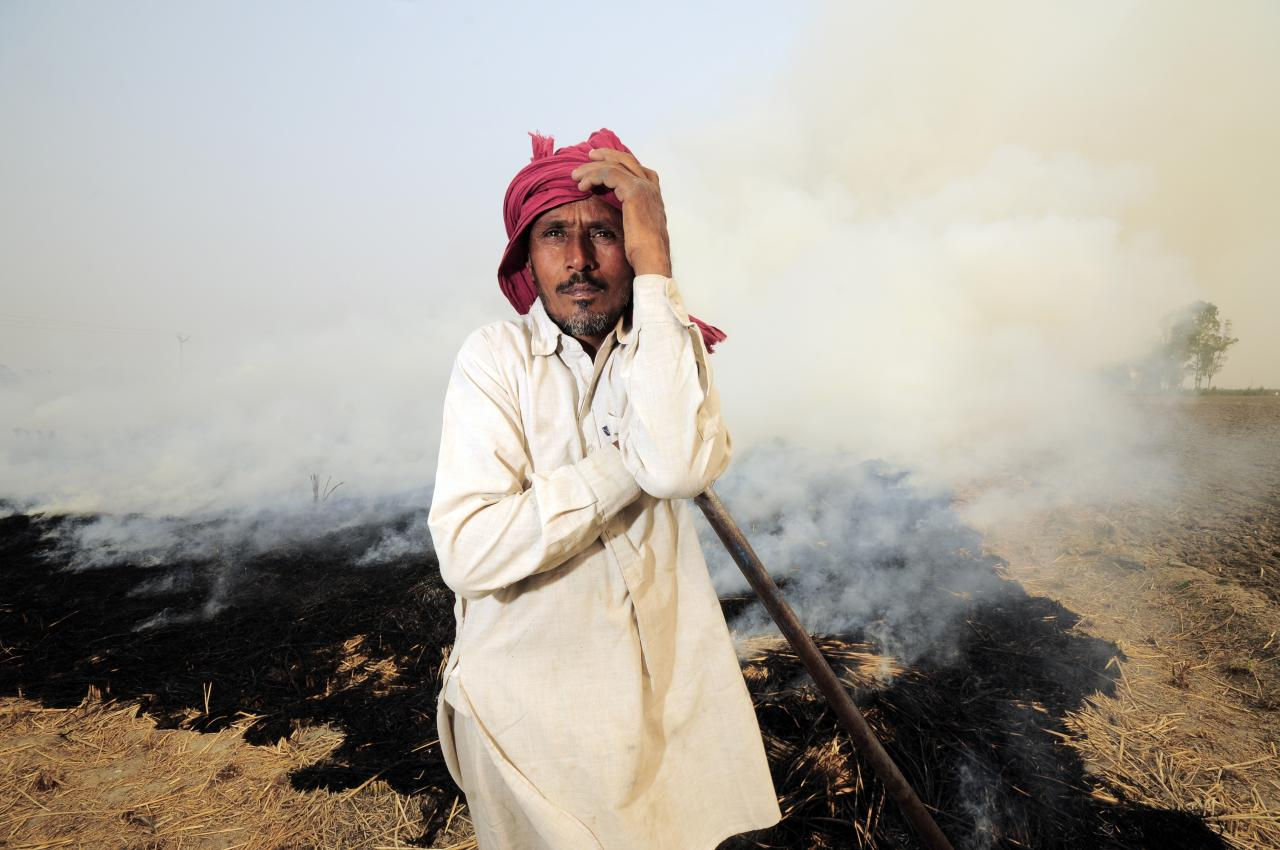
Het verbranden van landbouwafval op grote schaal kan tot smog leiden

Landbouwafval bestaat voornamelijk uit cellulose, hemicellulose en lignine. De industrie is momenteel bezig om steeds meer en hoogwaardigere toepassingen te vinden voor deze stoffen.
Landbouwafval is slecht verteerbaar en onbewerkt niet op grote schaal geschikt als veevoer. Een zeer klein deel van het wereldwijd beschikbare landbouwafval komt in stallen terecht als bodembedekker. 
De samenstelling van landbouwafval is op zichzelf niet geschikt als mest maar kan bij matig gebruik de bodemstructuur verbeteren. Te veel en vaak landbouwafval onderploegen heeft negatieve effecten op de bodemkwaliteit. 
Wereldwijd wordt het meeste landbouwafval verbrand, als biomassa in elektriciteitscentrales of gewoon op het land. Het op het land verbranden van landbouwafval gebeurt onder ander ter bemesting en wordt stubble burning (verbanding van stoppels) genoemd. Het landbouwafval wordt niet hergebruikt om nieuwe producten van te maken, maar omgezet in CO2, smog, fijnstof en as. 
Als landbouwafval wordt hergebruikt gaat het voornamelijk om drie categorieën stoffen: proteïnen, materialen die cellulose bevatten en bioactieve stoffen zoals essentiële oliën en carotenoïden. Indien men dergelijke waardevolle stoffen in een zuivere vorm weet te isoleren kan dat de moeite waard zijn.

## Impact landbouwafval op het milieu
De wereldbevolking en veestapel groeit en daar komt ook de stijgende vraag naar voedsel vandaan. Zo eet de gemiddelde Nederlander (1 – 79 jarig) dagelijks ongeveer 98 gram vlees op 90% van de dagen. Bij specifiek jongvolwassenen (18 tot 35 jaar) ligt het gemiddelde ietwat hoger op 102 gram per dag, 6 dagen per week. Voor de productie van 1 kilo vlees is gemiddeld 5 kilo gewas nodig. De productie van al dit voedsel leidt ook tot steeds meer landbouwafval. 
Landbouwafval kan in grote hoeveelheden een negatieve impact hebben op het milieu en de leefomgeving, bijvoorbeeld door de uitstoot van broeikasgassen, het ontstaan van onaangename geuren en ongedierte en door giftige vloeistoffen die in waterbronnen kunnen infiltreren. 
Het veelvuldig en grootschalig verbranden van landbouwafval heeft bovendien negatieve gevolgen voor de gezondheid van mensen die door de branden blootgesteld worden aan giftige smog. Met name in het begin van de herfst wordt wereldwijd op grote schaal het landbouwafval verbrand, wat veelvuldig tot smog leidt.
De World Health Organisation (WHO) merkt smog als gevolg van landbouwafval verbranding aan als één van de grootste bronnen van omgevingsluchtverontreiniging. Alle vormen van luchtvervuiling tezamen veroorzaken jaarlijks 7 miljoen doden, waaronder 650.000 kinderen.

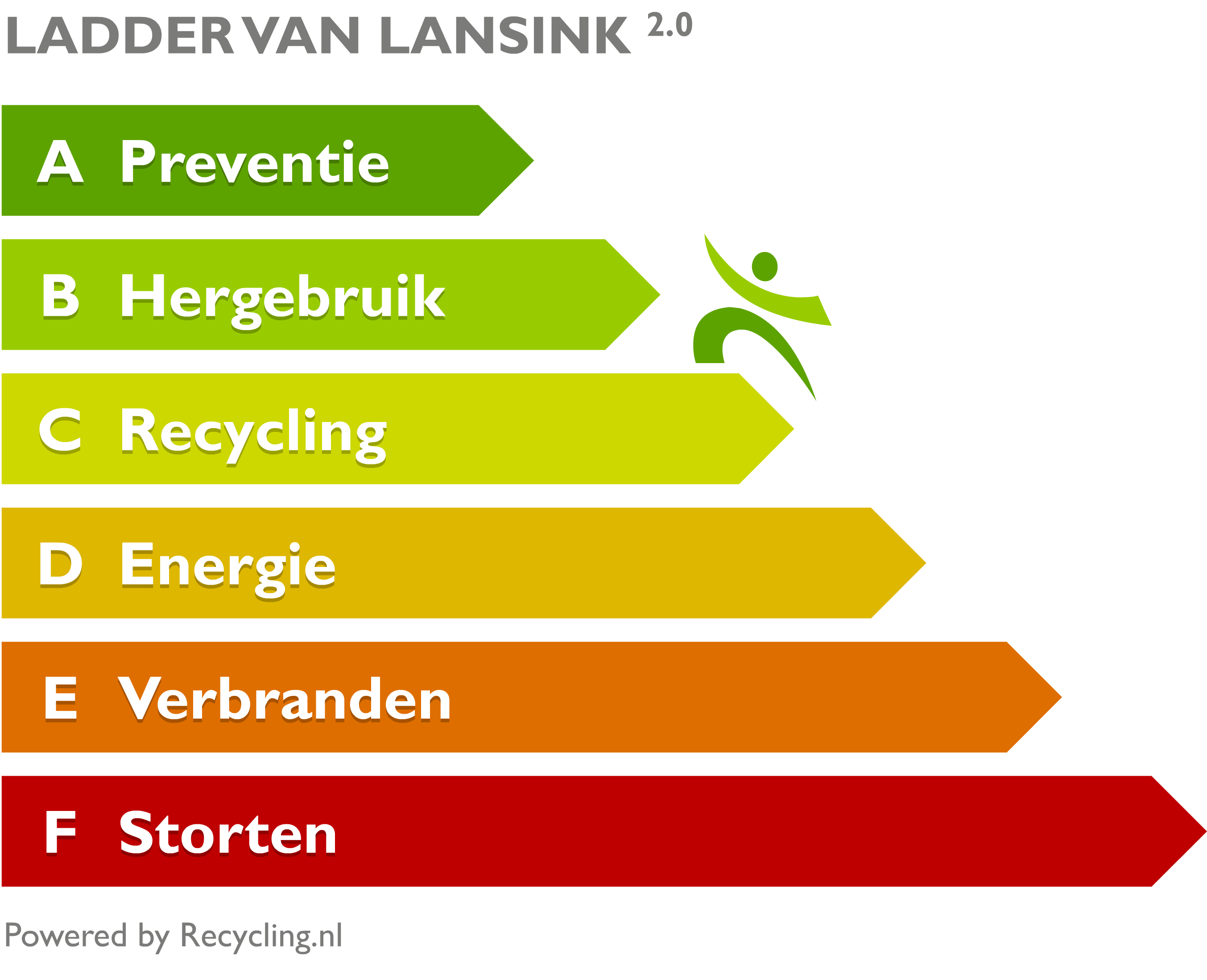
De Ladder van Lansink is een standaard op het gebied van afvalbeheer.

Naast de impact op de luchtkwaliteit, heeft verbranding van landbouwafval op de akkers ook een negatieve impact op de vruchtbaarheid van de bodem, economische ontwikkeling en het klimaat. Het ontbreken van milieuvriendelijk landbouwafval management leidt verder onder meer tot dierenleed, waterverontreiniging, vermesting, en afname in biodiversiteit.
Volgens de Ladder van Lansink is het verbranden van landbouwafval omwille van energie-opwekking (trede D) een minder milieuvriendelijke verwerkingswijze dan het recyclen (trede C) of hergebruiken (trede B) ervan. Bovendien kan de verbranding voor het opwekken van energie eenmalig plaatsvinden, terwijl consumptiegoederen (zoals bijvoorbeeld papier dat gemaakt wordt van landbouwafval) nog eens zeven maal gerecycled kunnen worden. Hierna kan het eventueel alsnog verbrand worden voor energie, of zelfs middels vergisting omgezet worden in biogas of compost.
In een poging om de negatieve impact van landbouwafval op aarde te verminderen, hebben enkele bedrijven zich gericht op de ontwikkeling van nieuwe technologieën die het mogelijk maken om landbouwafval zinvol te gebruiken. 

## Toepassingen
Diverse bedrijven wereldwijd gebruiken het overgebleven landbouwafval om nieuwe producten te maken. Hergebruik van landbouwafval sluit aan bij de gewenste circulaire economie. In de huidige economie worden veelal primaire grondstoffen gebruikt. Landbouwafval daarentegen is een secundaire grondstof. Het zijn rest(afval)stromen vanuit een bestaande industrie die als grondstof kunnen dienen voor nieuwe toepassingen.

### Papier en karton
Landbouwafval wordt als grondstof gebruikt voor duurzaam papier en karton door de onderneming PaperWise. De stengels en bladeren die overblijven na de oogst worden bewerkt tot grondstof voor papier en karton. Door PaperWise wordt de cellulose die nodig is voor papier gewonnen uit landbouwafval. Dit vervangt het aandeel cellulosevezels uit bomen, waardoor deze bomen niet gekapt hoeven te worden voor de papierproductie, maar kunnen blijven staan om CO2 op te nemen en om te zetten in zuurstof. Dit papier en karton, dat gemaakt is van landbouwafval, voldoet aan hoge kwaliteitsnormen en is onder meer verkrijgbaar als printpapier. Het wordt tevens benut voor duurzame verpakkingen en milieuvriendelijke kantoorartikelen. 

### Bio-based olie
Vertoro is een spin-off van een publiek-private samenwerking tussen Brightlands Chemelot Campus, DSM, Chemelot InSciTe, Universiteit Maastricht (UM) en Technische Universiteit Eindhoven (TU/e), die onder andere uit landbouwafval 100% bio-based olie maken als alternatief voor fossiele aardolie.

### Leer
Fruitleather Rotterdam maakt handtassen en schoenen op basis van afgedankt fruit. Omdat 40% niet voldoet aan de wensen van supermarktketens, bijvoorbeeld een kromme komkommer of een licht vervormde tomaat, gaat er veel fruit verloren. Fruitleather Rotterdam heeft daarom een milieuvriendelijk productieproces ontwikkeld dat fruit afval in duurzaam leer-achtig materiaal omzet. 

### Catering disposables
Eco-Products uit de Verenigde Staten verkopen catering-disposables op basis van diverse landbouwafvalstromen. Deze disposables worden ingezet voor events, feesten en éénmalig gebruik. 

### Brandstof
In Finland is door de zuivelproducent Valio en door energiebedrijf St1 de joint-venture Suomen Lantakaasu opgericht voor de productie van duurzame transportbrandstof. Daarbij wordt een biogasinstallatie gebruikt, die wordt gevoed door mest en landbouwafval uit Finland.

### Plastic
PlasticFri is een Zweedse startup die duurzame biocomposieten produceert. De eigen technologie van de startup haalt vezelachtige materialen uit landbouwafval en niet-eetbare planten om een milieuvriendelijk plastic alternatief te creëren. Het materiaal van PlasticFri bevat geen schadelijke stoffen en is volledig biologisch afbreekbaar.

## Overig nut van hergebruik van landbouwafval
Door materialen steeds vaker te hergebruiken als grondstof voor het productieproces, wordt een bijdrage geleverd aan de Nederlandse overheidsdoelstelling om een circulaire economie te realiseren voor 2050.  Als onderdeel van dit plan, wil de Nederlandse overheid focussen op kringlooplandbouw en een omslag maken naar sterke en duurzame landbouw vanaf 2030.
Ook kunnen, door landbouwafval te verzamelen en elders een nieuwe bestemming te geven, de afvoerkosten voor boeren worden verminderd.
Tevens kan landbouwafval uit de land-, tuin- en bosbouw worden gebruikt als bouwmateriaal voor gebouwen, geluidswanden en bruggen. Zo kunnen bijvoorbeeld stengels van paprika's en tomaten als isolatiemateriaal van woningen en kantoren worden gebruikt.

## Samenwerkingen
Door samenwerkingen tussen akkerbouwers, veehouders en industrie kan landbouwafval efficiënt opnieuw ingezet worden. Een belangrijk doel van kringlooplandbouw is de import van grondstoffen zoveel mogelijk te beperken. Het zo goed mogelijk gebruiken van reststromen maakt dit mogelijk. Zo leidt de samenwerking tussen melkveehouders en akkerbouwers tot een uitwisseling van elkaars reststromen. De akkerbouwer krijgt mest van de melkveehouder. Die krijgt in ruil daarvoor overgebleven landbouwafval als voedergewas, waardoor beiden voordeel hebben. De melkveehouder bespaart zo immers op de transportkosten voor het vervoer van mest en krijgt in ruil een waardevolle aanvulling op het voedergewas.  

## Bewustwording
De meeste boeren in ontwikkelingslanden zijn niet op de hoogte van de alternatieven toepassingen en beschouwen daarom verbranding als beste optie. Daarom zijn er grootscheepse bewustmakingsprogramma's nodig om: 
- landbouwafval als afvalstroom te erkennen
- te onderwijzen in de nadelige effecten van laagwaardige afvalverwerkingswijzen zoals verbranden en storten
- de boeren te informeren over de beschikbaarheid van economisch haalbare opties hoger op de afvalhiërarchie en de voordelen hiervan voor henzelf en omgeving.